# Trellick Tower
Trellick Tower è un edificio, della Cheltenham Estate, classificato di grado II* a Kensal Green, Londra. Inaugurato nel 1972, era stato commissionato dal Greater London Council e progettato in stile brutalista dall'architetto Ernő Goldfinger. La torre venne progettata per sostituire edifici obsoleti di edilizia residenziale pubblica e come seguito alla precedente Balfron Tower a East London. Fu l'ultimo grande progetto a cui lavorò Goldfinger e presentava vari elementi salvaspazio, insieme a una torre di accesso separata contenente una sala tecnica.
I grattacieli e l'architettura brutalista stavano cadendo in disgrazia quando la torre fu completata, e divenne una calamita per la criminalità, il vandalismo, l'abuso di droga e la prostituzione. Le sue fortune cambiarono gradualmente negli anni 1980, dopo la costituzione di un'associazione di residenti. Vennero messe in atto misure di sicurezza e inserito un portiere, il che portò a livelli più bassi la criminalità. Negli anni 1990, la torre era diventata un luogo desiderabile in cui vivere e, sebbene contenesse ancora prevalentemente alloggi popolari, la domanda di appartamenti privati rimase elevata. Punto di riferimento locale, è classificata Grade II* dal 1998 e di conseguenza ha mantenuto la sua caratteristica facciata in cemento. Nel 2017 è scoppiato un incendio, ma la struttura in cemento ha limitato i danni, a differenza della vicina Grenfell Tower. La Trellick Tower è apparsa più volte al cinema e in televisione.

## Posizione
La Trellick Tower si trova nella Cheltenham Estate in Golborne Road, nel Royal Borough of Kensington and Chelsea (RBKC). È delimitata a nord e ad est dal Grand Union Canal e a sud dalla A40 Westway e dalla Great Western Main Line che parte dalla stazione di London Paddington.
Le stazioni della metropolitana più vicine sono Kensal Green (linea Bakerloo e London Overground), Ladbroke Grove e Westbourne Park (linee Circle e Hammersmith & City). La torre è servita dalla linea 23 dei London Buses.

## Design

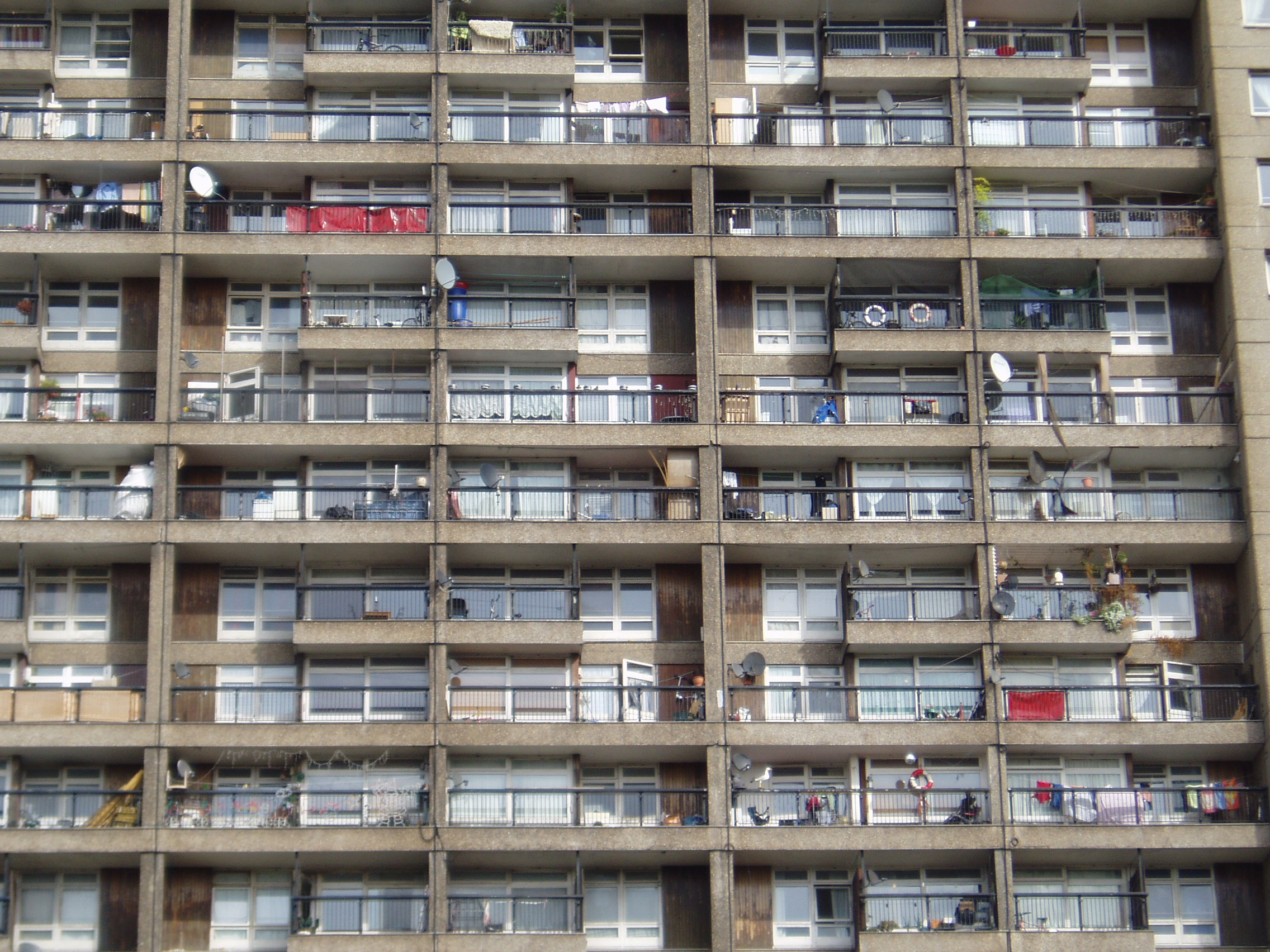
Tutti gli appartamenti della Trellick Tower hanno un balcone e grandi finestre per far entrare quanta più luce solare possibile.

La torre è alta 98 metri (120 metri compresa l'antenna) ed è classificata di grado II*. Il progetto è basato sulla Balfron Tower di Goldfinger, precedente e leggermente più piccola, a Poplar, nella zona est di Londra. Ha un profilo lungo e sottile, con ascensore separato e torre di servizio collegata ogni tre piani ai corridoi di accesso dell'edificio principale, che complessivamente si sviluppa su 31 piani. Gli appartamenti sopra e sotto i livelli del corridoio hanno scale interne, mentre i piani 23° e 24° sono occupati da villette suddivise sui due piani. Complessivamente, l'edificio contiene 217 alloggi ed era originariamente di proprietà del GLC con gli appartamenti affittati come edilizia popolare comunale. Tutti gli appartamenti sono dotati di balcone. L'altro edificio, contenente negozi e servizi, ha sette piani.
La torre di servizio ha altri due piani più alti rispetto all'edificio principale, che comprende un locale tecnico sporgente che ospita l'impianto di riscaldamento condominiale. È completamente collegato da scale oltre agli ascensori e dispone anche di un meccanismo di scivolo per i rifiuti. La maggior parte dell'impianto e il serbatoio di accumulo dell'acqua calda si trovano nel locale tecnico, il che riduce la necessità di pompe e la quantità di tubazioni necessarie. Anche i tubi più brevi riducono la perdita di calore. Le caldaie a gasolio originariamente utilizzate sono diventate obsolete a causa della crisi petrolifera del 1973, l'anno successivo all'apertura della torre. Gli appartamenti sono ora dotati di stufe elettriche e il locale tecnico, seppur in disuso, ospita ancora gran parte dell'ormai defunto meccanismo.
Goldfinger disegnò l'intero edificio a mano libera su carta da macellaio. Progettò varie aree comuni e apportò volutamente leggere variazioni nella struttura in modo che ogni appartamento avesse un aspetto diverso. Includeva una serie di progetti salvaspazio, come l'utilizzo di porte scorrevoli per accedere ai bagni e interruttori incorporati nei bordi delle porte. Tutti gli appartamenti dispongono di ampie finestre che si affacciano sui balconi, in modo da far entrare quanta più luce naturale possibile. Oltre agli alloggi residenziali, ci sono una varietà di negozi, un ufficio e un centro giovanile. Per tutta la costruzione sono stati utilizzati materiali di qualità, compresi gli infissi migliori e la finitura dei balconi con legno di cedro. Doveva essere un buon esempio di sistemazione sociale accanto al design moderno.

## Storia

### Pianificazione

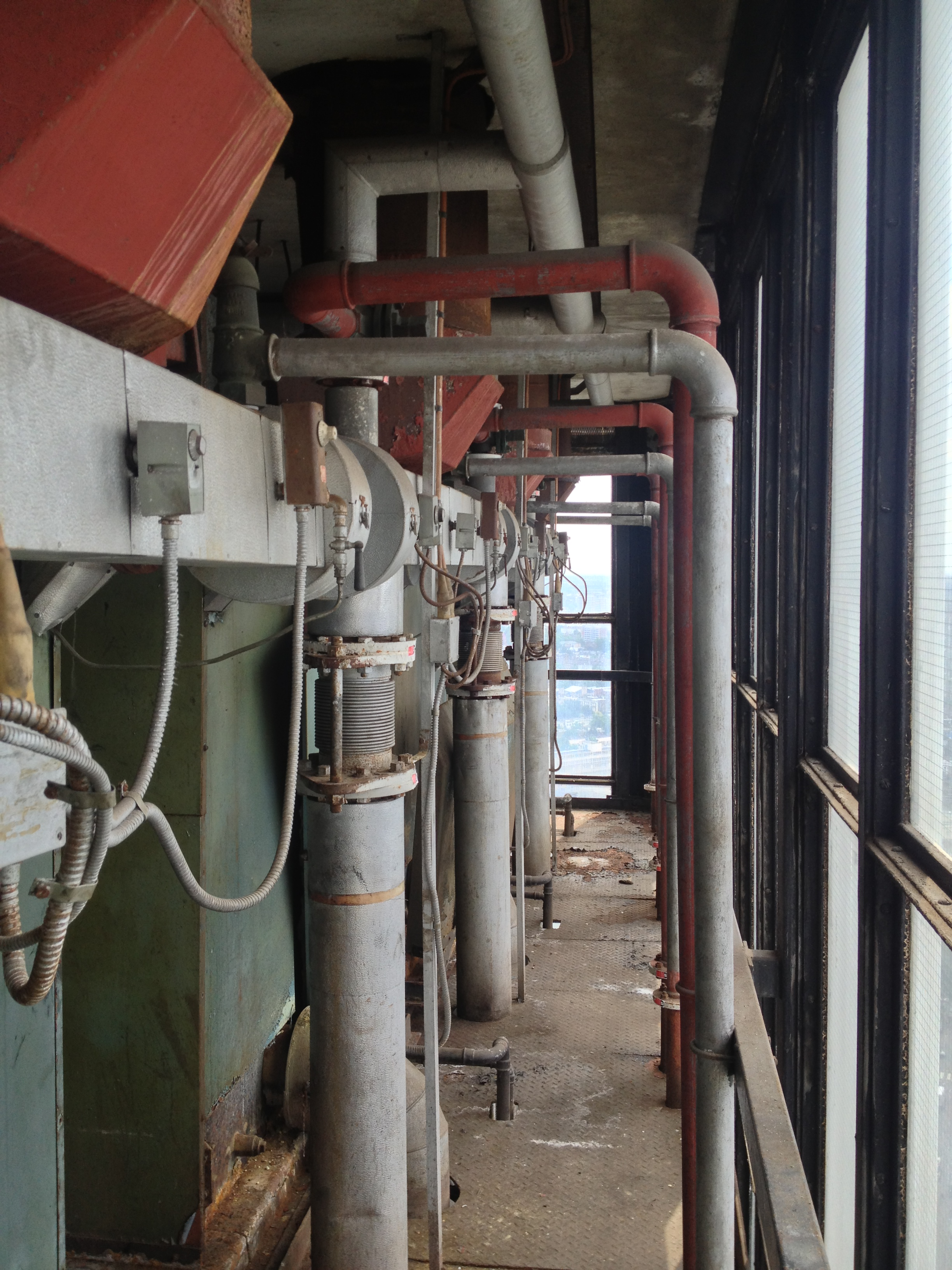
All'interno della stanza degli impianti nella Trellick Tower

La costruzione della Trellick Tower iniziò nel 1968, allo scopo di sostituire gli alloggi vittoriani locali al di sotto degli standard. La torre era uno dei tanti di questi edifici e inizialmente fu accolta come un modo per risolvere la crisi degli alloggi del secondo dopoguerra. Goldfinger disse che "l'intero scopo dell'edificio alto è quello di liberare il terreno affinché i bambini e gli adulti possano godersi la Madre Terra e non coprire ogni centimetro con mattoni e malta".
Goldfinger era stato incoraggiato a costruire la Trellick Tower dal London County Council (LCC) dopo il successo della Balfron Tower, che era stata commissionata nel 1963 e aperta quattro anni dopo. Prese ispirazione dalla Balfron, dove si era trasferito in uno degli appartamenti per sperimentare come sarebbe stata la vita per gli inquilini, e invitò i residenti per regolari cocktail party per farsi dire ciò che piaceva o no dell'edificio. Queste informazioni vennero utilizzate per il nuovo progetto della Trellick Tower. Molti immigrati dalle Indie occidentali e dai Caraibi si stabilirono a Trellick Tower, poiché per loro era uno dei pochi posti convenienti in cui vivere a Londra. La torre venne inaugurata il 28 giugno 1972. I costi di costruzione ammontarono a 2,4 milioni di sterline. Fu l'ultimo grande progetto di Goldfinger; la sua reputazione ne risentì quando i grattacieli di cemento divennero fuori moda e morì nel 1987 prima che potessero essere restaurati.

### Declino
Quando fu aperta la Trellick Tower, i grattacieli stavano diventando fuori moda. L'LCC era stato sostituito dal Greater London Council (GLC) al momento dell'inizio della costruzione, il quale impose vincoli edilizi e finanziari più rigorosi al progetto. Poco dopo il suo completamento, l'edificio fu trasferito al consiglio locale della RBKC. Goldfinger aveva inteso che gli inquilini dovessero essere controllati per l'idoneità e presentò una petizione al GLC affinché l'edificio fosse dotato di un'adeguata sicurezza e di un portiere, ma il consiglio rifiutò la sua richiesta. Ciò significava che l'edificio era di libero accesso e nei suoi corridoi si stabilirono senza tetto e criminali della droga. Gli stendibiancheria al piano terra, progettati da Goldfinger per impedire agli inquilini di stendere il bucato sui balconi, vennero vandalizzati prima dell'apertura del grattacielo.
Alla fine degli anni 1970, la Trellick Tower era diventata una scena di crimini e comportamenti antisociali e molti inquilini erano molto riluttanti a trasferirsi. In un'occasione dei vandali fecero esplodere un estintore al 12º piano, allagando gli ascensori e lasciando la torre senza elettricità, riscaldamento o acqua corrente durante il periodo natalizio. Un pensionato fu costretto a usare le scale dopo che tutti gli ascensori erano fuori servizio, e successivamente morì. Al 15º piano, una donna di 27 anni venne trascinata da uno degli ascensori e violentata. La torre fu soprannominata "La Torre del Terrore" e i residenti richiesero di essere trasferiti altrove. Il GLC spese più di 300.000 sterline per un sistema di interfono e riparazioni elettriche, ma problemi di affidabilità e gestione li resero controproducenti.
Nel 1982 un uomo rimase ucciso dopo essere saltato dalla cima della Trellick Tower quando il suo paracadute non si aprì. Era un membro di un gruppo di appassionati di sport pericolosi che erano interessati al base jumping. Il gesto venne condannato dalla British Parachute Association.

### Rinascita

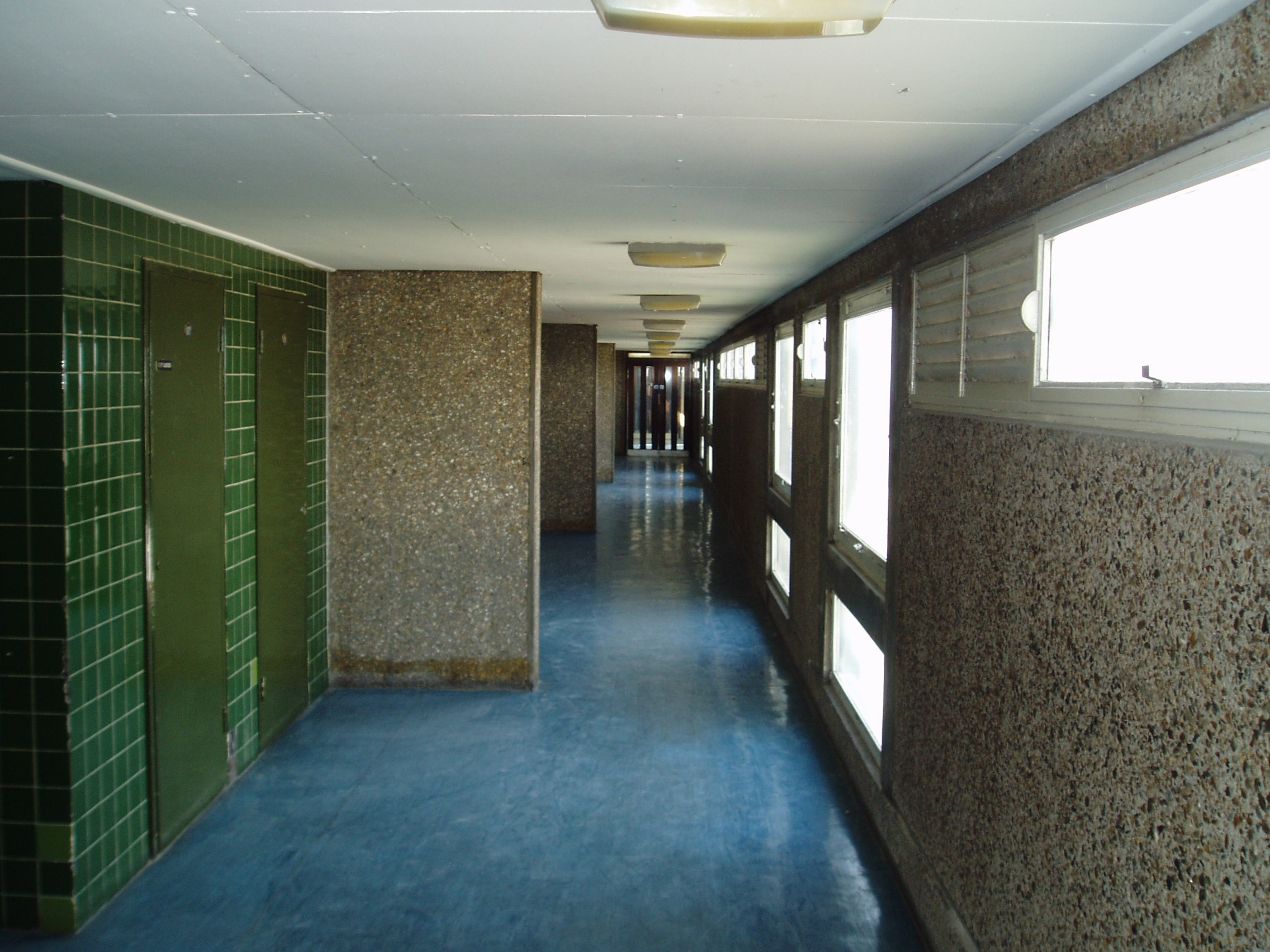
Uno dei corridoi interni della Trellick Tower

Con l'introduzione del "diritto di acquisto" delle case popolari, molti degli appartamenti vennero acquistati dai loro inquilini. L'8 ottobre 1984 venne costituita una nuova associazione di residenti. A seguito della pressione degli occupanti, vennero installati diversi miglioramenti di sicurezza, tra cui un sistema di citofono all'ingresso, e nel 1987 venne assunto un portiere Nel 1994 i residenti della torre, insieme ad altri residenti nelle proprietà del consiglio di Kensington & Chelsea, decisero di autogestire le proprietà, al fine di evitare l'aumento degli affitti e la minaccia di sfratto.
Nel dicembre 1989 vennero aggiunti quattro ripetitori televisivi a bassa, potenza con antenne, alle apparecchiature di comunicazione in cima alla torre dell'ascensore, per risolvere i problemi di ricezione per alcuni residenti dei distretti adiacenti, tra cui Notting Hill e Westbourne Grove. L'installazione del trasmettitore venne indicata dalla BBC e dall'Ofcom come "Kensal Town".
Nel 1991, Sand Helsel, professore di architettura alla Royal Melbourne Institute of Technology, realizzò un documentario della BBC elogiando la Trellick Tower, cosa che contribuì a cambiare l'opinione pubblica a favore della torre, che divenne successivamente più rispettabile grazie alla sua posizione a Notting Hill e alla gentrificazione di Golborne Road. I prezzi degli immobili aumentarono, gli appartamenti vennero considerati residenze altamente desiderabili e le richieste di vendita di appartamenti iniziarono ad essere affisse nella bacheca comunale della torre. Entro il 1999 un appartamento nella torre poteva essere venduto per 150.000 sterline (266.000 nel 2020). Nel 2013 un appartamento con tre camere da letto (con vista su tre lati) era affittato per 2.600 sterline al mese. La torre è diventata un punto di riferimento locale ed è stata premiata con l'inserimento come monumento classificato di Grado II* nel 1998. È compreso anche un ambulatorio medico con la facciata e il layout originali del negozio. La maggior parte degli appartamenti sono ancora alloggi popolari, ma una minoranza significativa è ora di proprietà privata.
Il 19 aprile 2017 i piani superiori della torre hanno subito un incendio, presumibilmente a causa di un mozzicone di sigaretta gettato via, ma non ci sono stati feriti. Lo stato classificato dell'edificio significa che la facciata in cemento non può essere coperta, il che si pensa abbia impedito un incendio di gran lunga peggiore simile alla Grenfell Tower che si è verificato pochi mesi dopo.

### Piani di riqualificazione
A partire dal 2021, ci sono piani per demolire gli edifici vicini e per alterare ampiamente gli immediati dintorni della torre, anche aggiungendo un blocco di sedici piani ad angolo retto rispetto alla torre. L'ente benefico Open City ha descritto i piani come "l'ultimo di un programma in corso di demolizione incrementale del famoso complesso di edilizia popolare di Goldfinger che ha già visto l'abbattimento della casa di cura residenziale Edenham nel quartiere", aggiungendo la torre alla sua lista di "edifici a rischio". I piani comporterebbero anche la demolizione di un muro con graffiti ed è stata avviata una campagna per opporsi al progetto.

## Riferimenti culturali

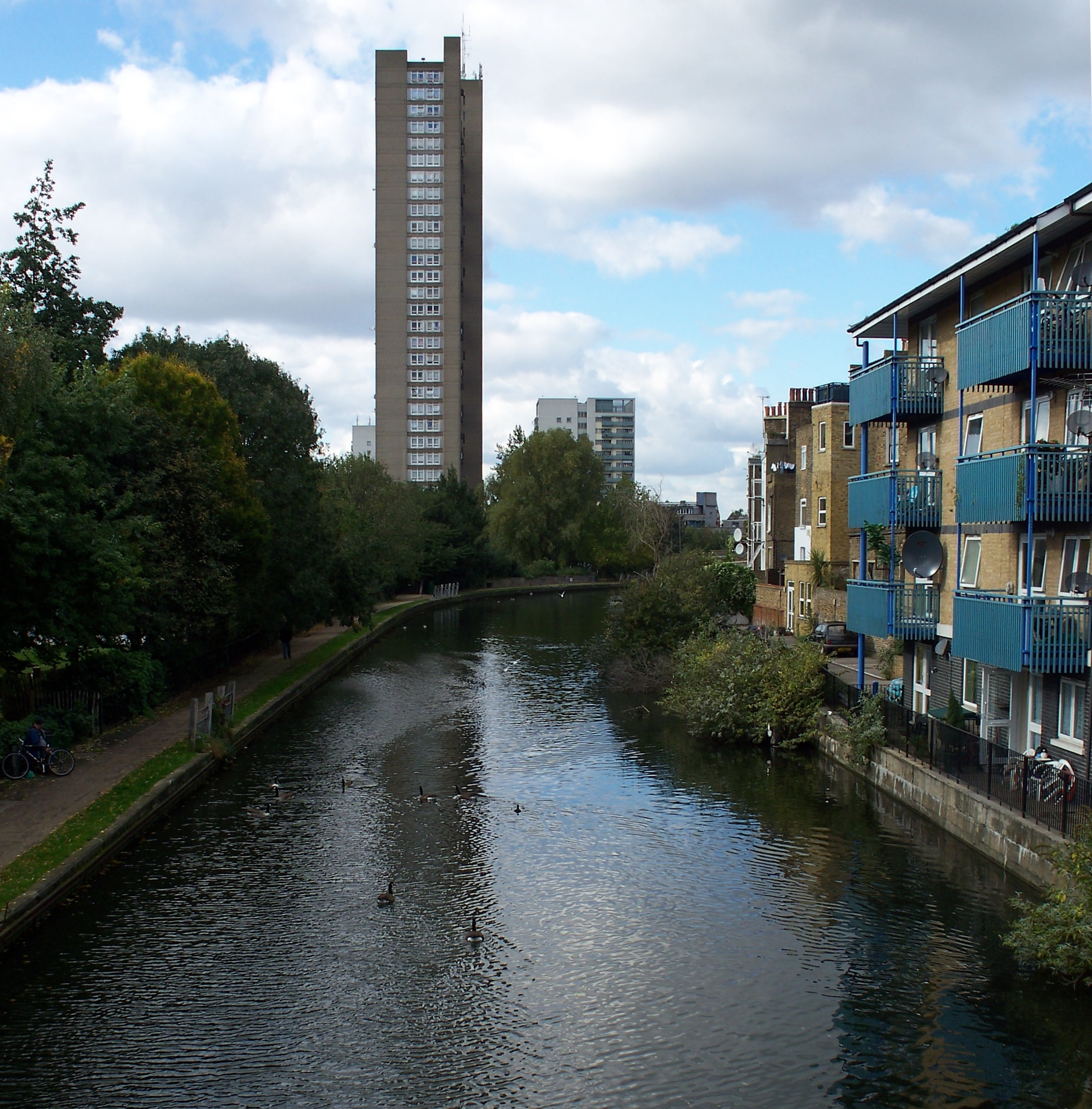
Trellick Tower vista da Westbourne Park

Negli ultimi anni, la Trellick Tower è diventata un'icona di Londra, apparendo su magliette, in pubblicità, film e canzoni e attirando visitatori. La torre è stata la location per le riprese di Shopping (1994), scritto e diretto da Paul W. S. Anderson, ed è presente nel film For Queen and Country (1988), con Denzel Washington. Inoltre è visibile nei film London Kills Me (1991), Never Let Me Go (2010) e Paddington (2014).
Si ritiene che la torre sia stata di ispirazione per il romanzo distopico di J. G. Ballard High Rise (1975) e il suo adattamento cinematografico del 2016 diretto da Ben Wheatley. La torre compare anche nella commedia nera di Martin Amis , London Fields. Diversi video musicali hanno utilizzato la Trellick Tower, incluse le pubblicazioni dei Blur (che si riferiscono alla torre nella loro canzone "Best Days".
La Trellick Tower è apparsa in diverse pubblicità televisive, tra cui per la copertura della BBC delle Olimpiadi del 2012. L'intero lato dell'esterno dell'edificio è stato utilizzato per i crediti dello show televisivo per bambini della BBC Incredible Games, con David Walliams, nei primi anni 1990. La torre è stata utilizzata come luogo delle riprese (e casa di un personaggio) nell'episodio di The Professionals "The Madness Of Mickey Hamilton". Inoltre è stata utilizzata come location dell'appartamento dello sviluppatore di giochi Colin Ritman nell'episodio/film interattivo Black Mirror Bandersnatch. Successivamente è apparsa sulla copertina dell'EP nel frattempo prodotto dal gruppo, Gorillaz, dopo essere apparso in precedenza nei video musicali di "Tomorrow Comes Today" e "Sleeping Powder".